# صعود مقاومت پذیر آرتور و اویی
صعود مقاومت پذیر آرتورو اویی نام یکی از نمایشنامه‌های سیاسی نمایشنامه نویس آلمانی برتولت برشت است. این نمایشنامه به نقد نظام سرمایه‌داری و اخلاق دولتها و مردم قرن بیست و یکم می‌پردازد. موضوع این نمایشنامه در مورد به قدرت رسیدن پیش‌بینی نشده یک دیکتاتور است. ساختار این نمایشنامه، مانند بسیاری از نمایشنامه‌های برشت، با سبک نمایشنامه‌های حماسی نوشته شده و با سبک تئاتر اپیک قابل اجراء بر روی صحنه است.

## اجراء در ایران
این نمایشنامه از طرف چندین مترجم به فارسی ترجمه شده و بارها در ایران به روی صحنه رفته است.